# ВАЗ-416
ВАЗ-416 — авиационный роторно-поршневой двигатель, разработан Научно-техническим центром ВАЗ в 1990-х годах, предназначен для установки на лёгкие ЛА, а также на амфибийные суда на воздушной подушке.

## Конструкция
- Система смазки — В зависимости от назначения ЛА комбинированная система смазки может быть с «мокрым» или «сухим» картером.
- Топливная система — распределённый впрыск с электронным управлением который дублируется гидромеханической системой.
- Система зажигания — двухканальная, магнето бесконтактное электронное и батарейное бесконтактно электронно-цифровое.